# ایست نورت‌پورت (نیویورک)
ایست نورت‌پورت (به انگلیسی: East Northport) یک منطقهٔ مسکونی در ایالات متحده آمریکا است که در شهرستان سافک، نیویورک واقع شده‌است. ایست نورت‌پورت ۱۳٫۴ کیلومتر مربع مساحت و ۲۰٬۲۱۷ نفر جمعیت دارد و ۶۸ متر بالاتر از سطح دریا واقع شده‌است.